# FUNiño
FUNiño lub Funino, czyli zbitka wyrazowa angielskiego słowa "fun" (zabawa) i hiszpańskiego słowa "niño" (dziecko), określa szczególny sposób gry w piłkę nożną lub ręczną, który jest coraz częściej stosowany na mniejszych boiskach.

## Historia i rozpowszechnienie
Metoda FUNiño zostało opracowana w 1990 roku przez Horsta Weina w celu zwiększenia liczby kontaktów zawodnika z piłką, a tym samym zwiększenia radości z gry. Bawarski Związek Piłki Nożnej (BFV) i Związek Piłki Nożnej w Bremie ogłosiły, że FUNiño będzie standardową metodą wykorzystywaną na treningach wśród najmłodszych grup wiekowych od sezonu 2019/20. Oprócz dziecięcej piłki nożnej (juniorzy G/F/E), metoda gry jest również często stosowana w szkoleniu dorosłych, np. przez hiszpański klub FC Barcelona. Związek Piłki Ręcznej Wirtembergii również stosuje FUNiño w piłce nożnej juniorów E.

## Zasady gry
FUNiño nie ma powszechnie obowiązujących oficjalnych zasad. Różne warianty gry mają następujące cechy wspólne:
- Gra toczy się w systemie 3 na 3.
- Nie ma bramkarza.
- Boisko ma wymiary około 25 × 30 metrów.
- Po obu stronach boiska znajdują się dwie minibramki (w BFV odległość jest stała i wynosi 12 metrów).
- Często dochodzi do zmian zawodników, a czasem nawet do stałych rotacji graczy, np. po każdej bramce.
- Obowiązuje strefa strzału (6 m od linii podstawowej), bramki mogą być zdobywane tylko w tej strefie.

## Założenia
FUNiño ma na celu osiągnięcie następujących założeń:
- większy kontakt z piłką
- więcej dryblingu
- więcej szans na zdobycie bramki
- więcej goli
- więcej podań
- więcej pozycji na boisku
- większy czas gry na boisku
- więcej zmian zawodników
- więcej różnych sytuacji na boisku
- lepsza percepcja i inteligencja w grze

Zrezygnowano z pozycji bramkarza w grze, żeby uniknąć sytuacji, w której rzekomo najgorszy zawodnik jest "zepchnięty" pod bramkę. Częste zmiany zawodników i wiele różnych sytuacji na boisku mają za zadanie zaangażować wszystkich graczy w grę, a tym samym sprawić, aby piłka nożna sprawiała im radość. W ten sposób dąży się do przeciwdziałania zmniejszającej się z biegiem lat liczbie graczy.

## Warianty
Istnieją różne wersje FUNiño. W BFV najpopularniejszymi wersjami są "Fußball3" i "Fußball5", w których zawodnicy grają 3 na 3 lub 5 na 5. W każdym przypadku bez bramkarza.